# علي بن عشوان
علي بن رفاعي بن مسدر بن عشوان، أخو شما، شيخ العبيات من واصل من برية من قبيلة مطير وأحد قادة إخوان من طاع الله، وأنضم مع فيصل بن سلطان الدويش بعد معركة السبلة عام 1347هـ، وكان له دور بارز في تلك الأحداث.

## أحداثه
وفي 27 كانون الثاني 1928م /5/8/1346 هـ غزا علي بن عشوان، مع أربعمائة رجل، قبيلة عريبدار في أم الريسات بُعد ثمانيه وثلاثين ميلاً غرب الجهراء ونهبو الكثير من الجمال والأغنام، وفي هذه المرة أبلى أتباع أبن صباح بلاءً حسناً، فقد قام خمسة وسبعون رجلاً من حملة البنادق مستخدمين خمسة وعشرون عجلة مدنيه لمطاردة الغزاة واستعادة جزءاً من الغنائم.
وفي 29 كانون الثاني عين الطيران البريطاني وهاجم الغزاة المتقهقرين قرب الحفر في الأراضي النجدية. وقد هبطت إحدى الطائرات اضطرارياً على بعد خمسة أميال من الغزاة، إلا أن طائره أخرى هبطت بجانبها والتقطت الطاقم. وفي الصباح الثاني لوحق الغزاة أيضا على بعد ثمانية أميال غرب الحفر. وأصيب أحد الطائرة وأضطرت للهبوط على بعد أربعمائة ياردة فقط عن الغزاة، هبط الملازم الطار جي.إف، تي باريت بجانب الطائرة وتحت إطلاق نار كثيف، والتقط طاقمها وهو عمل باسل منح بسببه وسام الخدمة الممتازه

## وفاته
قُتل بعد وقعة الشعيب في رجب 1348 هـ، وعن الأحداث بعد هذه الوقعة، يقول بتال الجدعي بعد ذلك أتت إلينا سيارة للإنجليز عليها رشاش، ونزل منها رجل وقال للدويش ارحل من حدود العراق وإلا سوف تأتيكم طائرة غداً وتحرقكم فرحل الشيخ علي أبن عشوان قاصداً أبن سعود فواجهته سيارات مسلحة لابن سعود وقضت عليه